# 物語
物語（）は主に人や事件などの一部始終について散文あるいは韻文で語られたものや書かれたものである。
上記の定義と強く関連しているが異なる「物語」の用法には「物語 (物語論)」(ナラティブ)、「物語 (日本文学)」がある（用法の一覧は 物語 (曖昧さ回避) を参照）。また「ストーリー」の訳語でもある（⇒ #ストーリー）。
物語は「プロット」「ストーリー」「語り手」と絡めてよく分析される。人間の脳は物語に対応するように生物学的に配線されているため、物語を無視することは困難である。

## 物語の歴史
古い物語として有名なのは、古代オリエントの『ギルガメシュ叙事詩』である。長いものは、古代インドの『マハーバーラタ』がよく知られている。日本文学においては、現存する作品では『竹取物語』が最初の「物語」として知られる。紫式部は『源氏物語』において、これを「物語の出で来始めの祖」と評した。

## ストーリー
ストーリー（英: story）とは、小説、戯曲、映画、漫画等の創作物における筋のこと。 プロットと区別される。物語（）とも。
物語世界の中で起きている出来事が起った時間に沿って並べられたものがストーリーであるが、小説などの創作物の作者は、それら出来事の順序を入れ替えるなどして再構成する。そのため物語世界で順番に起きた出来事が、小説などの中で同じ順番で読者に提示されているとは限らない。推理小説で本当は最初に行われている犯罪のトリックが、再構成されて最後に明かされるのが良い例であるとされる。
プロットとストーリーについては、イギリスの作家E・M・フォースターが1927年に発表した『小説の諸相』での解説が有名である。
多くの物語に共通してみいだされる典型的なストーリーの類型があり、創作の指標、あるいは研究対象になる。